# Reuben Arthur
Reuben Arthur (né le 12 octobre 1996 à Islington) est un athlète britannique (anglais), spécialiste du sprint.
Son record personnel sur 100 m est de 10 s 18 (+ 0,2 m/s), obtenu à Bedford, le 17 juin 2017. Il remporte la médaille d'argent du relais lors des Championnats d'Europe espoirs d'athlétisme 2017, puis la médaille d'or pour l'Angleterre lors des Jeux du Commonwealth de 2018.